# De juwelensmurfer
De juwelensmurfer is het achttiende stripalbum uit de reeks De Smurfen. Het album werd voor het eerst uitgegeven in 1994 door Le Lombard. Sinds 2009 wordt het album met een licht gewijzigde cover en herziene belettering uitgegeven bij Standaard Uitgeverij.

## Het verhaal
Brilsmurf wil de bewusteloze Lolsmurf helpen als er mensen op hem af komen. Brilsmurf verstopt zich, maar de Lolsmurf wordt meegenomen door de mensen, Adhemar en de kleine Vingerling. Het zijn potsenmakers die een muisje laten optreden. Het diertje laat het echter afweten en de Smurf schiet hem te hulp. 
Het wordt een succes en dat ontgaat een gemenerik niet. Hij sluit een akkoord met Adhemar: de Lolsmurf gaat stelen. De Lolsmurf excuseert zich met een briefje bij zijn slachtoffers. Op een nacht komt hij bij een jongetje terecht. Het is de zoon van een heer die is gekidnapt door Snoderik, een zogenaamde vriend van de heer.
De andere Smurfen komen van de inbraken te weten op hun zoektocht naar de Lolsmurf. Ze komen Lolsmurf op het spoor, maar worden ook gevangen. Met de zes Smurfen willen de dieven de schat van de heer beroven. Als potsenmakers raken ze vlot binnen. De Smurfen moeten de schat zoeken. Grote Smurf, gebruikt als gijzelaar, krijgt intussen Vingerling aan hun kant. 's Avonds geven ze een toneeltje waarin heel hun situatie wordt uitgelegd: van de diefstallen tot het verraad van Snoderik, die mee aan tafel zit. De heer vraagt om uitleg en krijgt duidelijkheid van Grote Smurf, die wordt binnengedragen door Vingerling. De wachters van de heer gaan achter Snoderik aan en vergeten de schurk onder de potsenmakers. Die gijzelt Grote Smurf opnieuw en dwingt de andere Smurfen hem naar de schatkamer te brengen. Die lopen met hem rond door het kasteel. Snoderik en de dief lopen tegen elkaar aan en worden gevangengenomen. 
De zoon van heer wordt bevrijd en Vingerling wordt bedankt voor zijn goede daden en krijgt bescherming van de heer. Adhemar wordt nu zijn knecht. 